# Gira Sarabhai
Gira Sarabhai (Ahmedabad, Raj británico, 1923-Ahmedabad, 15 de julio de 2021) fue una arquitecta, diseñadora y pedagoga del diseño india. Es conocida por haber contribuido a varios proyectos industriales y educativos en Guyarat. Fue la representante de la Fundación Sarabhai, un fundación pública benéfica.
Junto con su hermano Gautam Sarabhai, fue crucial en el establecimiento y diseño de los planes de estudio académicos del Instituto Nacional de Diseño de Ahmedabad. En la India se la conoce como «la madre del diseño» de ese país.

## Primeros años

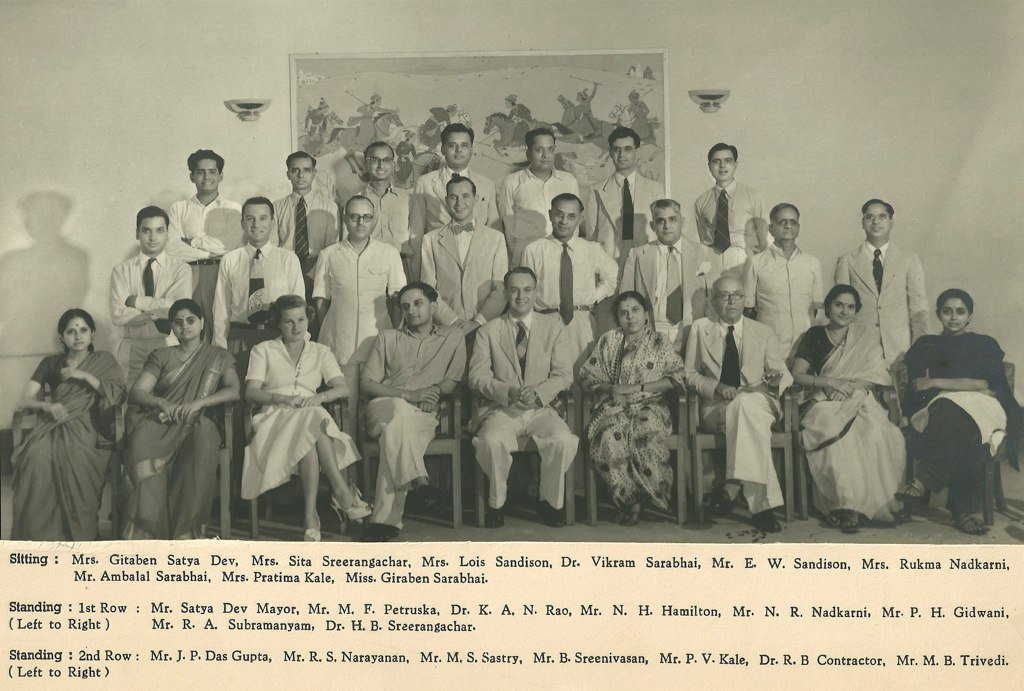
Gira Sarabhai, sentada, extrema derecha

Gira Sarabhai nació en 1923, en el seno de la familia del industrial Ambalal Sarabhai y Reva (más tarde rebautizada como Saraladevi Sarabhai) y fue la menor de los ocho hijos. Fue educada en el hogar junto con sus hermanos y nunca recibió una educación formal. Al final de su adolescencia, se mudó a Nueva York con su familia. En Estados Unidos se formó con Frank Lloyd Wright en su estudio Taliesin West en Arizona desde 1947 hasta 1951.

## Carrera profesional
Gira y su hermano, Gautam Sarabhai trabajaron juntos en Calico Mills, y también en varios otros proyectos de arquitectura y diseño. También fundó Shilpi, una agencia de diseño gráfico que fue la primera agencia de publicidad con sede en la India.
Gira, junto con su hermano Gautam, hizo importantes contribuciones a la arquitectura moderna en la India durante las décadas de 1950 y 1960. Su trabajo estuvo muy influenciado por Frank Lloyd Wright. Intentaron crear una respuesta arquitectónica a las preocupaciones regionales utilizando materiales locales. Fueron decisivos a la hora de invitar a Charles y Ray Eames, Richard Buckminster Fuller, Louis Kahn y Frei Otto a Ahmedabad para que esos reconocidos profesionales de la arquitectura y el diseño desarrollaran la educación en arquitectura y diseño en la India. Contribuyeron de forma destacada a la creación de varios institutos nacionales de primera línea en Ahmedabad, como el Instituto Nacional de Diseño, el Instituto Indio de Gestión de Ahmedabad y el Instituto B. M. de Salud Mental.

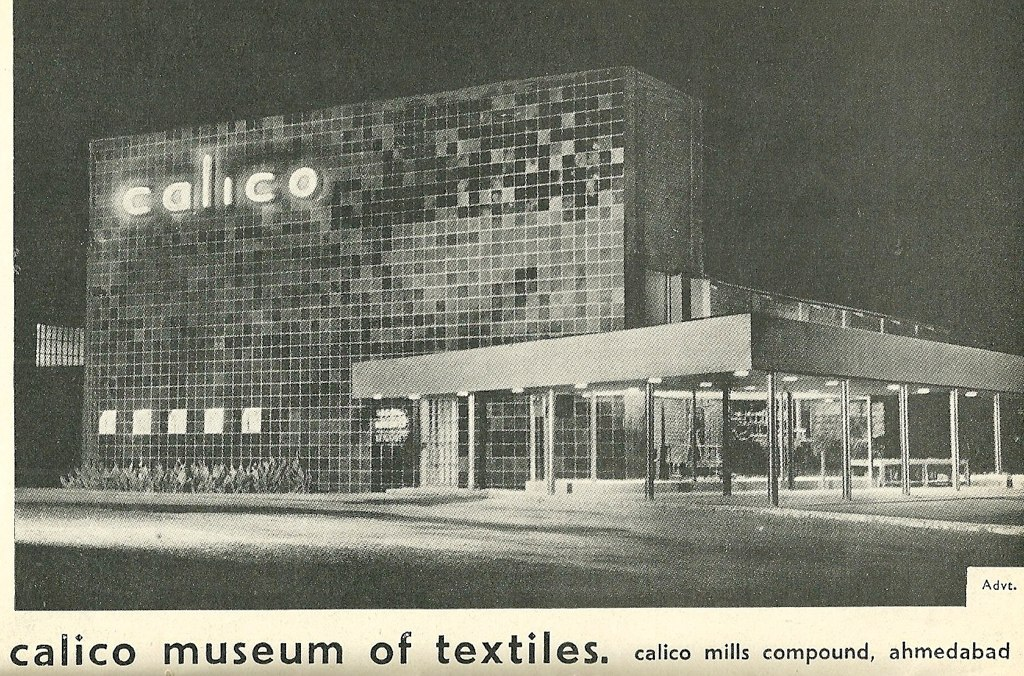
El Museo de Textiles de Calico, tal como apareció en su ubicación original en Calico Mills. (Anotado por Nathan Hughes Hamilton)

En 1949, Sarabhai fundó, diseñó el edificio y dirigió el Museo Textil Calico, que alberga una colección histórica de tejidos indios. También es un centro de conocimiento, de recursos, de investigación y de publicación del diseño. De 1951 a 1955, mientras Le Corbusier trabajaba en el diseño de Villa Sarabhai, consultó a Gira Sarabhai.
Gira y Gautam trabajaron en colaboración con Fuller para desarrollar la cúpula experimental Calico. Fue la primera estructura espacial de la India, que se derrumbó. A partir de 2019, la cúpula está siendo reconstruida por la Corporación Municipal de Ahmedabad como un sitio patrimonial.
Hacia los últimos años de su carrera, comenzó a experimentar con formas, elementos y motivos tradicionales de la India para su obra contemporánea.

### Instituto Nacional de Diseño
Gira, junto con Gautam, había sido crucial en la creación del Instituto Nacional de Diseño de Ahmedabad (NID) en la década de 1960. Organizaban consultas periódicas en el Museo Sanskar Kendra, con expertos como Dashrath Patel, James Prestini y Vikram Sarabhai, para aportar ideas sobre el modelo académico del instituto. Bajo la tutela de Gira y Gautam, se graduó la primera hornada de diseñadores formados en la India.
Sarabhai también jugó un papel decisivo en el diseño del edificio principal del Instituto Nacional de Diseño (NID por su sigla en inglés). Kurma Rao, consultora de diseño, educadora y exalumna del departamento de diseño textil de NID, atribuye a Gira Sarabhai el mérito de haber dado forma al programa de diseño textil del NID. Ella visitaba el instituto, observaba a los estudiantes y les daba valiosos comentarios, y se aseguraba de que los estudiantes tuvieran pleno acceso al Museo Calico, un privilegio que no tenían otros.
En 1964, Gira Sarabhai, invitó a George Nakashima al instituto, donde diseñó varios artículos de mobiliario. Hasta que Sarabhai dejó de trabajar en 1975, la producción de los diseños continuó basándose en los dibujos y las instrucciones de Nakashima. Sarabhai invitó a varias personas del Royal College of Art de Londres para que actuaran como consultores de NID.
Los estudiantes de NID recuerdan que ella enfatizó en la disciplina y en la atención a los detalles en su trabajo.